# Districte de Bruntál
El districte de Bruntál - (txec) Okres Bruntál - és un districte de la regió de Moràvia i Silèsia, a la República Txeca. La capital és Bruntál.

## Llista de municipis
Andělská Hora -
Bílčice - 
Bohušov -
Brantice - 
Bruntál -
Břidličná -
Býkov-Láryšov -
Čaková -
Dětřichov nad Bystřicí -
Dívčí Hrad -
Dlouhá Stráň -
Dolní Moravice -
Dvorce -
Heřmanovice -
Hlinka -
Holčovice -
Horní Benešov -
Horní Město -
Horní Životice -
Hošťálkovy -
Janov -
Jindřichov -
Jiříkov -
Karlova Studánka -
Karlovice -
Krasov -
Krnov -
Křišťanovice -
Leskovec nad Moravicí -
Lichnov -
Liptaň -
Lomnice -
Ludvíkov -
Malá Morávka -
Malá Štáhle -
Město Albrechtice -
Mezina -
Milotice nad Opavou -
Moravskoslezský Kočov -
Nová Pláň -
Nové Heřminovy -
Oborná -
Osoblaha -
Petrovice -
Razová -
Roudno -
Rudná pod Pradědem -
Rusín -
Rýmařov -
Rýžoviště -
Slezské Pavlovice -
Slezské Rudoltice -
Stará Ves -
Staré Heřminovy -
Staré Město -
Světlá Hora -
Svobodné Heřmanice -
Široká Niva -
Třemešná -
Tvrdkov -
Úvalno -
Václavov u Bruntálu -
Valšov -
Velká Štáhle -
Vrbno pod Pradědem -
Vysoká -
Zátor